# James Scott, Công tước thứ 1 xứ Monmouth
James Scott, Công tước thứ 1 xứ Monmouth và Công tước thứ 1 xứ Buccleuch, KG, PC (9 tháng 4 năm 1649 – 15 tháng 7 năm 1685) là một nhà quý tộc trong Đẳng cấp quý tộc Anh, và sĩ quan quân đội người Anh gốc Hà Lan. Ban đầu được gọi là James Crofts hoặc James Fitzroy, ông sinh ra ở Rotterdam, Cộng hòa Hà Lan, là con trai cả ngoài giá thú của Vua Charles II của Anh, Scotland và Ireland với tình nhân Lucy Walter. Tuy vua Charles II có đến 14 người con, trong đó James Scott là con trưởng, nhưng sau khi qua đời, ngai vàng của Anh, Scotland và Ireland phải để lại cho người em trai của nhà vua là James, Công tước xứ York, vì tất cả 14 người con này đều là Con hoang hoàng gia, không được sinh ra trong cuộc hôn nhân hợp pháp.
Công tước xứ Monmouth đã phục vụ trong Chiến tranh Anh-Hà Lan lần hai và chỉ huy quân đội Anh tham gia Chiến tranh Anh-Hà Lan lần ba trước khi chỉ huy lữ đoàn Anh-Hà Lan chiến đấu trong Chiến tranh Pháp-Hà Lan. Ông đã lãnh đạo Cuộc nổi loạn Monmouth không thành công vào năm 1685, một nỗ lực nhằm phế truất người chú của mình là Vua James II và VII. Sau khi một trong những sĩ quan của ông tuyên bố Công tước xứ Monmouth là vị vua hợp pháp của nước Anh tại thị trấn Taunton ở Somerset, ông ấy đã cố gắng tận dụng đạo Tin lành và vị trí mình là con trai của Vua Charles II, để chống lại James, người đã trở thành một người Công giáo La Mã. Cuộc nổi dậy thất bại, và Công tước xứ Monmouth bị chém đầu vì tội phản quốc vào ngày 15 tháng 7 năm 1685.

## Tiểu sử

### Cuộc sống đầu đời

Huy hiệu của Công tước thứ 1 xứ Monmouth và Buccleuch

Charles, Thân vương xứ Wales (sau này trở thành Vua Charles II), chuyển đến The Hague vào năm 1648, trong Nội chiến Anh lần thứ hai, nơi em gái là Công chúa Mary và chồng Willem II xứ Oranje cư trú. Những người họ hàng Pháp của mẹ Charles, Vương hậu Henrietta Maria, đã mời Charles chờ đợi cuộc chiến ở Pháp với Vương hậu, nhưng ông đã chọn Cộng hòa Hà Lan, vì ông tin rằng sẽ có nhiều sự ủng hộ hơn cho chính nghĩa của cha mình, Vua Charles I, hơn là ở Pháp. Vào mùa hè năm 1648, Thân vương xứ Wales bị quyến rũ bởi Lucy Walter, người đang ở The Hague trong một chuyến thăm ngắn ngày. Đôi tình nhân mới 18 tuổi, và cô ấy thường được coi là tình nhân đầu tiên của Charles, mặc dù ông có thể đã bắt đầu ngoại tình ngay từ năm 1646. Con trai James của họ sinh ra ở Rotterdam, Hà Lan vào ngày 9 tháng 4 năm 1649, và trải qua những năm đầu đời ở Schiedam.
Nghiên cứu của Hugh Noel Williams cho thấy rằng Charles đã không đến The Hague cho đến giữa tháng 9 năm 1648 - bảy tháng trước khi đứa trẻ chào đời, và ông chỉ mới gặp Lucy vào tháng 7. Sau đó có tin đồn rằng vào mùa hè năm 1648, Lucy là tình nhân của Đại tá Robert Sidney, con trai thứ của Bá tước xứ Leicester. Vì Charles không còn người con hợp pháp nào còn sống nên em trai ông là James, Công tước xứ York, là người kế vị ngai vàng. Khi cậu bé lớn lên, những người trung thành với Công tước xứ York lan truyền tin đồn về sự giống nhau của cậu bé James với Sidney. Những lời đồn này có thể đã được khuyến khích bởi chính Công tước xứ York, người mong muốn ngăn chặn bất kỳ ai trong số 14 đứa con hoang hoàng gia mà anh trai mình thừa nhận giành được sự ủng hộ trong việc kế vị. Vào năm 2012, một cuộc kiểm tra DNA của hậu duệ dòng dõi của Monmouth là Richard Scott, Công tước thứ 10 xứ Buccleuch cho thấy rằng ông này có chung nhiễm sắc thể Y với một người anh họ xa của Stuart; đây là bằng chứng cho thấy Charles II thực sự là cha của Monmouth.
James có một em gái hoặc em gái cùng cha khác mẹ, Mary Crofts, người có thể có cha là Lãnh chúa xứ Taaffe. Mary sau đó kết hôn với người một người Ireland tên là William Sarsfield, do đó trở thành chị dâu của tướng phái Jacobite Patrick Sarsfield.
Là con ngoài giá thú, James không đủ tư cách để kế vị ngai vàng Vương quốc Anh hoặc Scotland, trừ khi ông ta có thể chứng minh tin đồn rằng cha mẹ của mình đã kết hôn bí mật. James khẳng định rằng cha mẹ của mình đã kết hôn và ông ấy có bằng chứng về cuộc hôn nhân của họ, nhưng chưa bao giờ đưa ra bằng chứng. Vua Charles II đã làm chứng bằng văn bản trước Hội đồng Cơ mật rằng ông chưa bao giờ kết hôn với bất kỳ ai ngoại trừ người phối ngẫu của mình là Vương hậu Catarina Henriqueta của Bồ Đào Nha.
Vào tháng 3 năm 1658, chàng trai trẻ James bị bắt cóc bởi một trong những người hầu của Nhà vua, được gửi đến Paris, và được chăm sóc bởi William Crofts, Nam tước Crofts thứ nhất, người mà ông ta lấy họ.

### Sĩ quan và chỉ huy

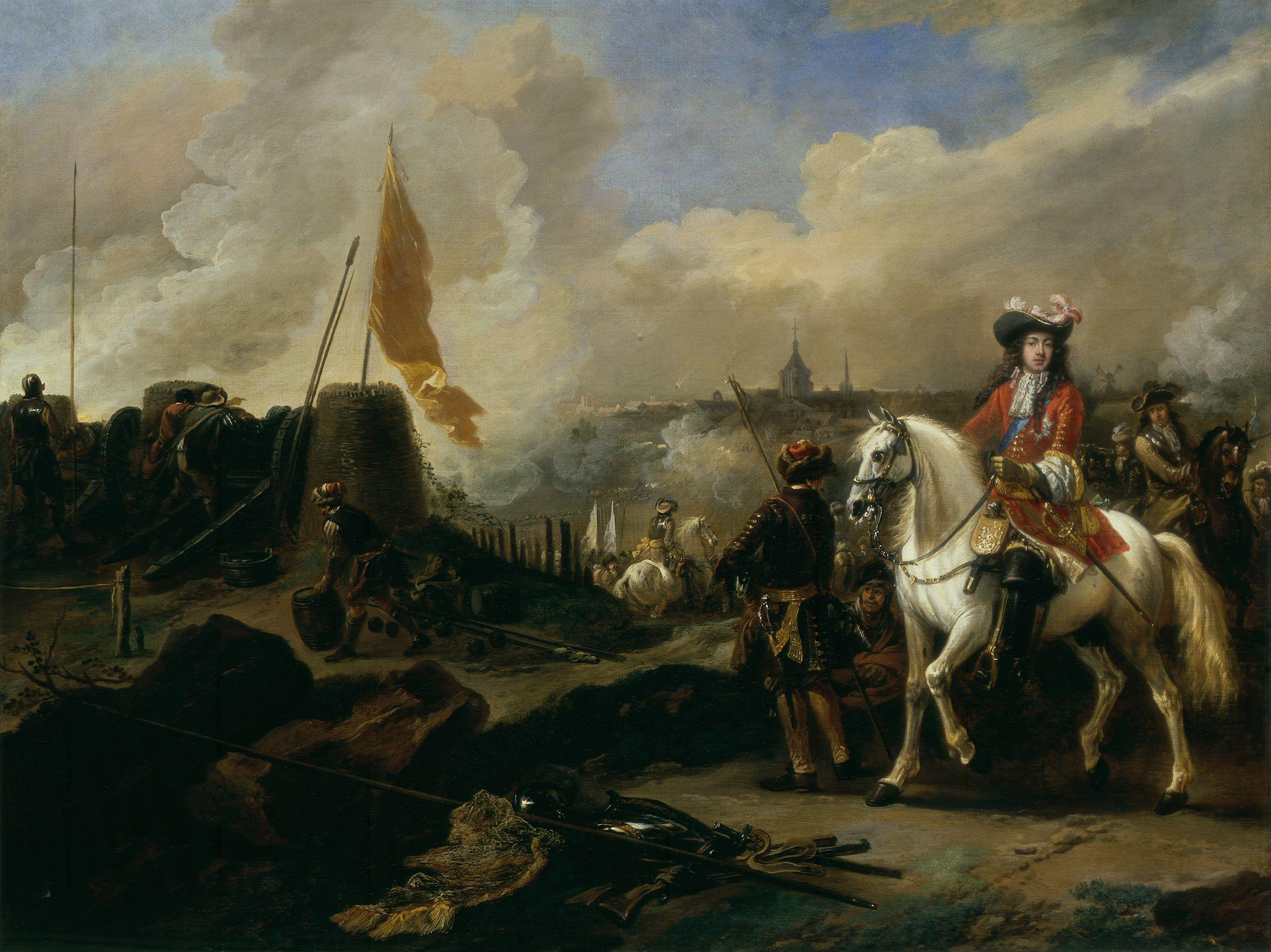
James Scott chỉ huy Anh chống lại người Hà Lan vào năm 1672, bởi Jan Wyck

Vào ngày 14 tháng 2 năm 1663, khi gần 14 tuổi, ngay sau khi được đưa đến Anh, James được phong làm Công tước xứ Monmouth, với các tước hiệu phụ là Bá tước xứ Doncaster và Nam tước Scott xứ Tynedale, cả 3 tước hiệu đều thuộc về Đẳng cấp quý tộc Anh, và vào ngày 28 tháng 3 năm 1663, ông được phong làm Hiệp sĩ Garter.
Vào ngày 20 tháng 4 năm 1663, chỉ vài ngày sau sinh nhật lần thứ 14 của mình, Công tước xứ Monmouth đã kết hôn với người thừa kế Anne Scott, Bá tước thứ 4 xứ Buccleuch. Ông lấy họ của vợ khi kết hôn. Một ngày sau khi kết hôn, cặp đôi được phong làm Công tước và Nữ công tước xứ Buccleuch, Bá tước và Nữ bá tước xứ Dalkeith, và Lãnh chúa và Phu nhân Scott xứ Whitchester và Eskdale trong Đẳng cấp quý tộc Scotland. Công tước xứ Monmouth nổi tiếng, đặc biệt là vì ông theo đạo Tin Lành. Người thừa kế chính thức của Nhà vua là James, Công tước xứ York, đã công khai chuyển sang Công giáo La Mã.
Năm 1665, ở tuổi 16, Công tước xứ Monmouth phục vụ trong hạm đội Anh dưới sự chỉ huy của chú mình, Công tước xứ York, trong Chiến tranh Anh-Hà Lan lần thứ hai. Tháng 6 năm 1666, ông trở lại Anh để trở thành đội trưởng của một đội kỵ binh. Vào ngày 16 tháng 9 năm 1668, ông được phong làm đại tá của Đội kỵ binh riêng của Bệ hạ. Ông mua lại Moor Park ở Hertfordshire vào tháng 4 năm 1670. Sau cái chết của Josceline Percy, Bá tước thứ 11 xứ Northumberland vào năm 1670, không để lại người thừa kế là nam, tài sản của bá tước được trao lại cho Vương miện. Vua Charles II đã trao các điền trang cho Công tước xứ Monmouth. Bá tước phu nhân xứ Northumberland đã kiện thành công để trả lại tài sản cho con gái duy nhất và cũng là người thừa kế duy nhất của cố Bá tước, Quý bà Elizabeth Percy (1667–1722).
Khi Chiến tranh Anh-Hà Lan lần thứ ba bùng nổ vào năm 1672, một lữ đoàn gồm 6.000 quân Anh và Scotland đã được gửi đến phục vụ như một phần của quân đội Pháp (để đổi lấy tiền trả cho Vua Charles), với Monmouth là chỉ huy của đội quân. Ông trở thành Lord Lieutenant xứ Đông Riding của Yorkshire và Thống đốc của Kingston-upon-Hull vào tháng 4 năm 1673. Trong chiến dịch năm 1673 và đặc biệt là tại Cuộc vây hãm Maastricht vào tháng 6 năm đó, Monmouth đã đạt được danh tiếng đáng kể với tư cách là một trong những người lính giỏi nhất nước Anh. Ông được cho là sẽ thay thế Nguyên soái Schomberg làm chỉ huy của cuộc Viễn chinh Zealand của Anh, nhưng điều này đã không xảy ra.
Năm 1674, Monmouth trở thành Chủ tịch của Đại học Cambridge và là "Master of the Horse", và Vua Charles II đã xuống chiếu rằng tất cả các mệnh lệnh quân sự trước tiên phải được đưa cho Công tước xứ Monmouth để kiểm tra, do đó trao cho ông quyền chỉ huy các lực lượng; trách nhiệm của ông bao gồm việc di chuyển quân đội và trấn áp bạo loạn. Vào tháng 3 năm 1677, ông cũng trở thành Lord Lieutenant xứ Staffordshire.

### Tuyên bố ngai vàng
Năm 1678, Monmouth là chỉ huy của lữ đoàn Anh-Hà Lan, hiện đang chiến đấu cho Các tỉnh thống nhất chống lại người Pháp, và ông đã thể hiện tài năng mình trong Trận Saint-Denis vào tháng 8 năm đó trong Chiến tranh Pháp-Hà Lan, càng làm tăng thêm danh tiếng của ông. Năm 1679, sau khi trở về Anh, ông chỉ huy một đội quân nhỏ được huy động để dập tắt cuộc nổi dậy của quân Covenanter Scotland và mặc dù bị áp đảo về quân số, ông đã đánh bại quân nổi dậy Covenanter (được thừa nhận là trang bị kém) trong Trận cầu Bothwell vào ngày 22 Tháng 6 năm 1679.
Khi sự nổi tiếng của ông đối với quần chúng ngày càng tăng, Công tước xứ Monmouth buộc phải sống lưu vong tại Các tỉnh thống nhất Hà Lan vào tháng 9 năm 1679. Sau khi phát hiện ra cái gọi là Âm mưu Nhà Rye vào năm 1683, nhằm ám sát cả vua Charles II và em trai James, Công tước xứ York, Công tước xứ Monmouth được nhiều người ủng hộ quyền lên ngôi nên bị nghi ngờ là chủ mưu. Khi Vua Charles II qua đời vào tháng 2 năm 1685, Monmouth lãnh đạo Cuộc nổi dậy Monmouth, đổ bộ bằng 3 con tàu lên Lyme Regis ở Dorset vào đầu tháng 6 năm 1685, trong nỗ lực giành lấy ngai vàng từ người chú của mình, James II và VII. Ông đã "Tuyên bố bảo vệ và minh oan cho Tin Lành cũng như luật pháp, quyền và đặc quyền của nước Anh khỏi cuộc xâm lược đối với họ, và để giải phóng Vương quốc khỏi sự chiếm đoạt và bạo ngược bởi James, Công tước xứ York": Vua James II và VII phản ứng lại điều này bằng cách ra lệnh bắt giữ các nhà xuất bản và phân phối tờ báo.
Monmouth tuyên bố mình là Vua hợp pháp ở nhiều nơi dọc theo tuyến đường bao gồm Axminster, Chard, Ilminster và Taunton. Hai đội quân gặp nhau trong Trận Sedgemoor vào ngày 6 tháng 7 năm 1685, trận chiến cuối cùng trên bãi đất trống giữa hai lực lượng quân sự chiến đấu trên đất Anh: Lực lượng tạm thời của Monmouth không thể cạnh tranh với quân đội chính quy và đã bị đánh bại rõ ràng.

### Bị bắt
Sau trận chiến, phần thưởng trị giá 5.000 bảng được tuyên bố là sẽ trao cho ai bắt được Công tước xứ Monmouth. Vào ngày 8 tháng 7 năm 1685, Monmouth bị bắt gần Ringwood, Hampshire, "trong một cánh đồng đậu Hà Lan". Các sự kiện xung quanh việc ông bị bắt được George Roberts mô tả trên Tạp chí Tait's Edinburgh.

### Hành hình

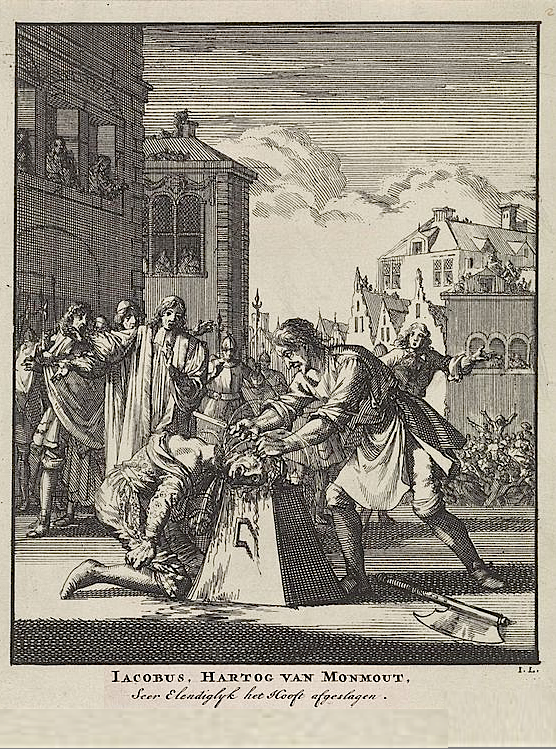
Bản khắc việc hành quyết Công tước xứ Monmouth, bởi Jan Luyken.

Nhà vua đã thực hiện một hành động bất thường là cho phép cháu trai của mình diện kiến, mặc dù không có ý định ân xá cho anh ta, do đó đã phá vỡ truyền thống lâu đời rằng Nhà vua sẽ chỉ yết kiến khi ông có ý định thể hiện sự khoan hồng. Công tước xứ Monmouth cầu xin lòng thương xót của nhà vua không thành công và thậm chí còn đề nghị chuyển sang Công giáo, nhưng vô ích. Nhà vua, ghê tởm trước hành vi hèn hạ của cháu trai mình và ông đã lạnh lùng bảo rằng anh ta hãy chuẩn bị chết, và sau đó nhận xét rằng Monmouth "đã không cư xử tốt như tôi mong đợi". Nhiều lời cầu xin lòng thương xót đã được gửi đến Nhà vua, nhưng ông đã phớt lờ tất cả, kể cả của chị dâu ông, Thái hậu Caterina.
Monmouth bị Jack Ketch chặt đầu vào ngày 15 tháng 7 năm 1685, trên Đồi Tower. Trước đó không lâu, các Giám mục xứ Turner của Ely và Giám mục Thomas Ken của Bath và Wells đã đến thăm Công tước để chuẩn bị cho ông về cõi vĩnh hằng, nhưng đã giữ lại Bí tích Thánh Thể, vì người đàn ông bị kết án đã từ chối thừa nhận rằng cuộc nổi loạn của ông hoặc mối quan hệ của ông với Lady Wentworth là tội lỗi. Người ta nói rằng trước khi gục đầu vào bệ đá, Monmouth đã đặc biệt ra lệnh cho Ketch kết liễu anh ta bằng một đòn duy nhất. Quá bối rối, Ketch thực sự đã giáng nhiều nhát bằng rìu của mình, người tù đứng dậy một cách trách móc trong lúc đó - một cảnh tượng ghê rợn khiến những người chứng kiến bị sốc, kéo theo những lời hành xác và rên rỉ. Một số người nói rằng một con dao cuối cùng đã được sử dụng để cắt đầu khỏi cơ thể đang co giật. Nguồn khác cho rằng phải thực hiện tám nhát, tờ thông tin chính thức của Tháp Luân Đôn nói rằng đao phủ phải dùng năm nhát, trong khi Charles Spencer, trong cuốn sách Blenheim của ông, cho rằng con số đó là bảy.
Monmouth được chôn cất tại Nhà thờ St Peter ad Vincula ở Tháp Luân Đôn. Tước vị của ông đã bị tước bỏ, nhưng các tước hiệu phụ của ông, Bá tước xứ Doncaster và Nam tước Scott xứ Tindale, đã được Vua George II khôi phục vào ngày 23 tháng 3 năm 1743 cho cháu trai của ông là Francis Scott, Công tước thứ 2 xứ Buccleuch (1695–1751).